# Instituto Nacional de Estadística de Benín
El Instituto Nacional de Estadística y Análisis Económico (en francés: Institut national de la statistique et de l'analyse économique, acrónimo INStaD) es el servicio estadístico oficial de Benín, transformado en abril de 1997 por decreto presidencial  en un organismo público con personalidad jurídica y autonomía financiera. Sus actividades se desarrollan en el marco general del sistema estadístico de Benín de acuerdo con la ley de 2000  que convierte al INStaD en un órgano del Consejo Nacional de Estadística (Conseil national de la statistique). El INStaD es un organismo público bajo la autoridad del Ministro responsable de la materia.

## Misión

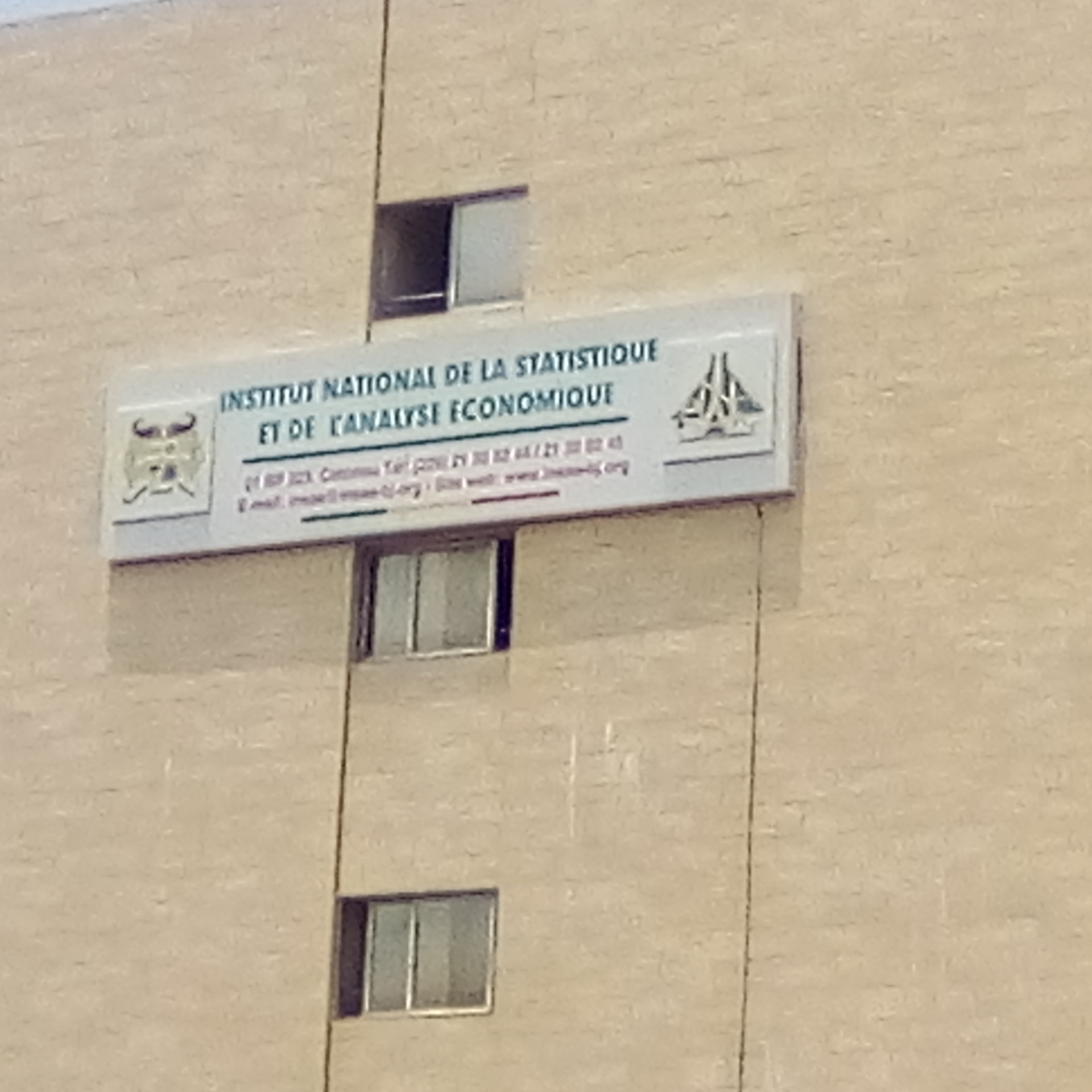
Edificio del INSAE en Benín

El INSAE se subordina a la Secretaría del Consejo Nacional de Estadística. Su tarea esencial consiste en recopilar, procesar, analizar y presentar al Gobierno estadísticas fiables sobre indicadores agregados de la evolución de la población y de la economía, así como de todas las demás actividades nacionales. También colabora en el procesamiento de información estadística y contable de organismos públicos, semipúblicos y otros que la soliciten. En especial:
- desarrollar una metodología científica para administraciones y organismos públicos y privados;
- recopilar y analizar datos estadísticos procedentes de encuestas por muestreo, censos, estadísticas y otras fuentes con miras a comprender mejor la situación demográfica, económica, financiera y social de la República de Benín;
- organizar y realizar censos demográficos, agrícolas, industriales, socioeconómicos y todas las demás encuestas estadísticas;
- estudiar y monitorear la situación económica y financiera del país;
- asegurar la publicación periódica de información estadística en forma de boletines, directorios, revistas y otros;
- centralizar la documentación existente tanto en el campo de los estudios estadísticos como en el de los estudios demográficos y económicos;
- facilitar y fomentar el estudio y la investigación en los campos de la estadística, la demografía y la informática.

## Organización
El INStaD, como organismo público, cuenta con un Consejo de Administración, una Dirección General y un Comité de gestión.
Consejo de Administración
El Consejo de Administración está integrado por siete miembros designados de conformidad con las leyes que regulan los cargos de carácter social, cultural y científico, previo asesoramiento del Consejo Nacional de Estadística para los miembros propuestos por éste. Los miembros del Consejo de Administración son nombrados mediante decreto adoptado por el Consejo de Ministros por un período de tres años, a propuesta del Ministro supervisor. El funcionamiento del consejo de administración se rige por su reglamento interno que adopta y modifica por mayoría de dos tercios de sus miembros. Se reúne al menos dos veces al año, examina los estados financieros y las cuentas de gestión del instituto y vota su presupuesto, que se somete al Consejo de Ministros para su aprobación.
Dirección General

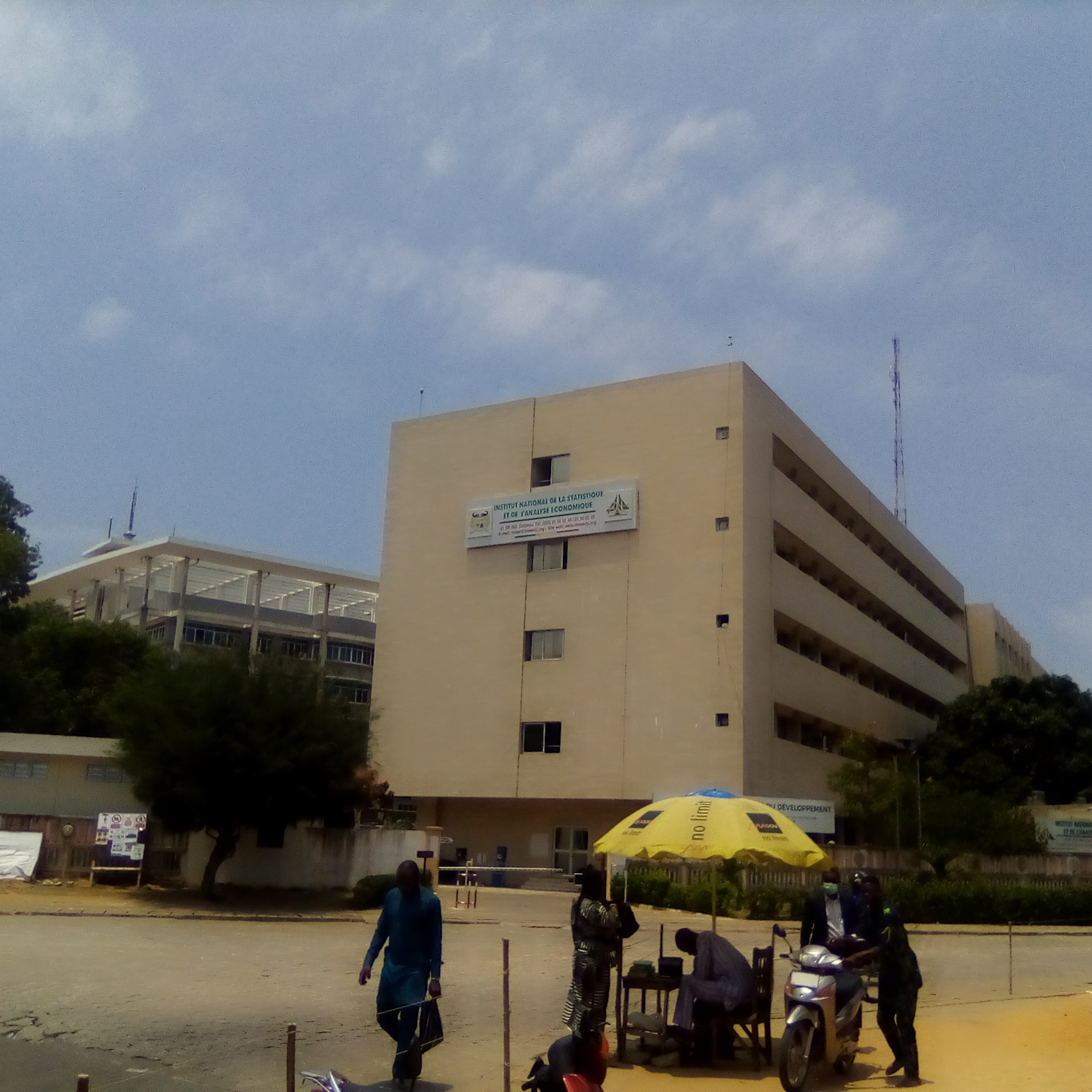
Edificio INSAE Benín 3

Está encabezada por un director general asistido por un director general Adjunto. Proporciona supervisión técnica de los servicios de estadística departamentales o regionales pertenecientes al ministerio responsable de la Planificación.
Comité de gestión
El Comité de gestión es un órgano consultivo de la Dirección General. Está integrado por el director general que lo preside, el director general Adjunto que asume la vicepresidencia, los directores técnicos, el director administrativo y financiero y dos delegados de personal. El Comité es consultado para decisiones importantes, como la elaboración del presupuesto del Instituto y su política general. Se reúne a petición del director general, quien le somete un orden del día. También puede ser convocado a petición de la mayoría absoluta de sus miembros.

## Historia
Antes de la independencia, en 1954, se creó una Oficina Territorial de Estadísticas (Office territorial de statistique) dependiente del Servicio Federal de la llamada África Occidental Francesa (AOF) con sede en Dakar; en 1956 la Oficina se convirtió en Servicio. Luego, un año después de la independencia en 1961, se constituyó como Dirección de Estadística, Mecanografía, Estudios Económicos y Demográficos. En 1962, esta dirección se transformó en una división dentro de la Dirección de Estudios y Planificación, para volver a ser un Servicio dos años después.
En septiembre de 1966, mediante decreto, se creó la Dirección de Estadística, constituyéndose luego como Dirección General con la denominación de Instituto Nacional de Estadística y Análisis Económico por orden de octubre de 1973, creándose el Consejo Nacional de Estadística (CNS). Fue en 1997 que se le concedió al Instituto el estatus de persona jurídica con autonomía financiera. Su función se especifica de nuevo por la Orden de 2000 que establece que un decreto ministerial especificará la organización y el funcionamiento interno del Instituto Nacional de Estadística y Análisis Económico.